# パトリオット (民間軍事会社)
PMC"パトリオット"(ロシア語: ЧВК «Патриот»、PMC "Patriot")は、ロシアの民間軍事会社(PMC)。
2018年ごろにブラックウォーターUSAなどアメリカのPMCを参考に創設された。

## 概要
ロシア国防省およびロシア連邦軍参謀本部情報総局（GRU）と緊密な協力関係を持ち、特に前国防大臣のセルゲイ・ショイグはパトリオットの運営に強い影響があると考えられている。
主な業務は紛争地帯における政治家や要人の警護であり、元ロシア軍兵士から選抜された要員達は(ワグネル・グループなど)他のロシアPMCに比べ高度な装備と訓練環境、そして6,300から15,800米ドル相当の高額の報酬を得られる。また「パトリオットは警護でワグネルは軍事作戦」という役割分担ゆえに、互いに商機の拡大を目指す両社はライバル関係にあるとも言われる。
シリア、イエメン、中央アフリカ共和国などでの活動歴があり、2022年ロシアのウクライナ侵攻でワグネルの反乱以降はワグネルが負った作戦を引き継ぐ可能性があると言われた。